# Cineteca Nacional de Chile
La Cineteca Nacional de Chile es la institución encargada de resguardar, preservar y difundir el patrimonio cinematográfico y audiovisual del país. Forma parte de la Federación internacional de archivos filmicos (FIAF) y de la Coordinadora Latinoamericana de Archivos de Imagen en Movimiento (CLAIM). Se abrió al público el 7 de marzo de 2006 y se encuentra ubicada en Plaza de la ciudadanía 26, estación de metro La Moneda, Santiago de Chile, dentro del recinto del Centro Cultural La Moneda.
Está habilitada con una sala de cine con 210 butacas y un microcine con 40 butacas. Además, tiene dos bóvedas climatizadas para la correcta conservación del material físico, un taller de restauración física fílmica y un laboratorio de restauración y archivo digital.
La programación está principalmente enfocada en filmografía chilena y latinoamericana, el 93% de las películas son estrenos nacionales, y de este porcentaje, el 25% corresponde a ficciones y el 75% a documentales.

## Acervo documental

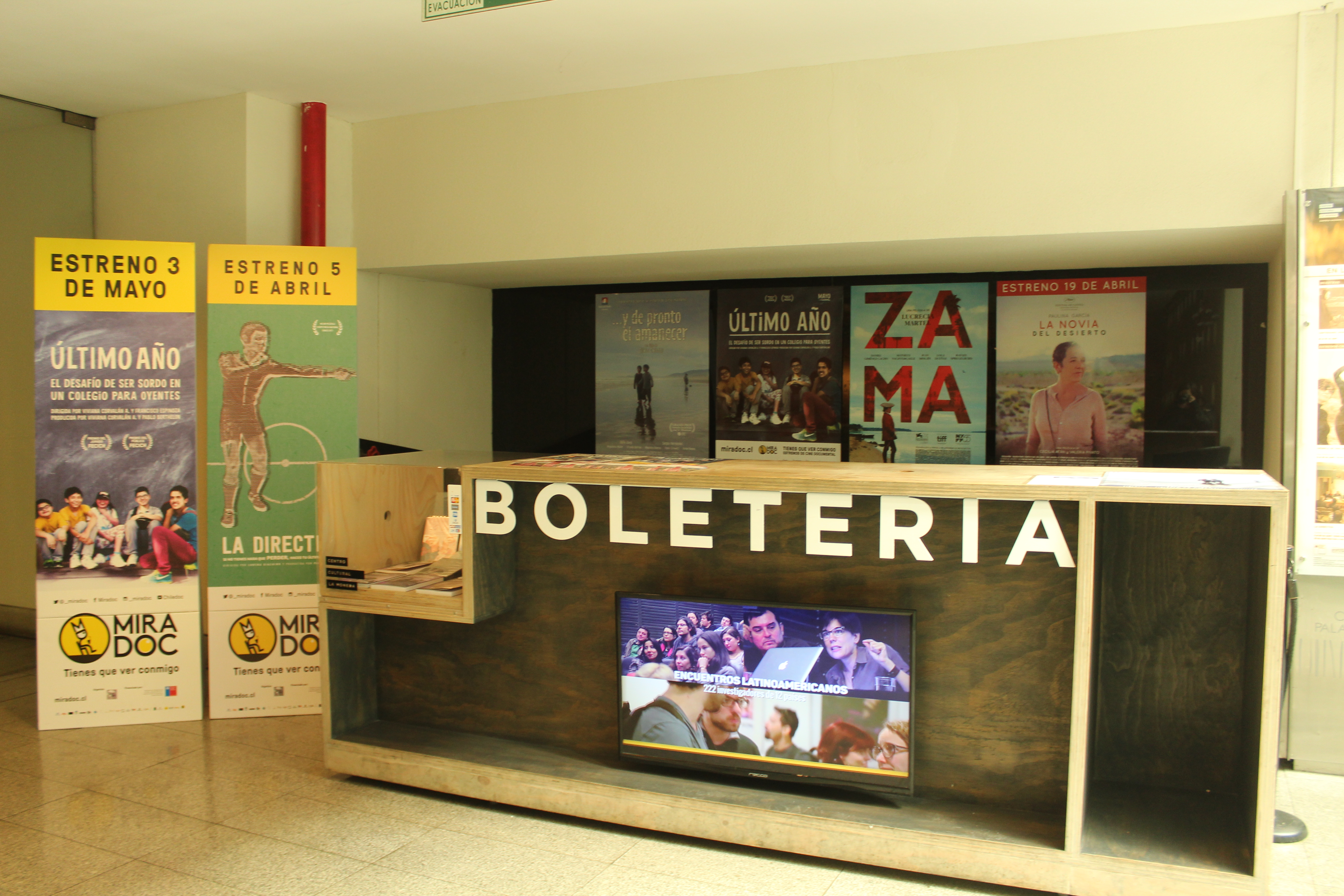
Boletería de la Cineteca.

La Cineteca Nacional cuenta con un acervo patrimonial conformado por películas y registros fílmicos en 35mm, 16mm, 8, súper 8mm y 9,5mm, los cuales suman en total 12.303 rollos. Se cuenta con un recinto en José Domingo Cañas (Ñuñoa), en donde estos rollos son conservados en bóvedas aclimatadas para su adecuada conservación. También conserva videos de obras nacionales desde la década del 70 hasta comienzos del 2000, sumando en total 8.039 cintas. Además, desde 2006 han ingresado más de 1153 rollos de películas familiares en formatos 8mm, Super 8mm, 9,5mm, 16mm y 35mm, que datan de la década del ’20 a la década del ´80, esto con el fin de comprender la vida cotidiana de antaño. 
La Cineteca también recopila afiches y carteles de películas chilenas y de sus estrenos, así como fotografías relacionadas al ámbito cinematográfico. A la fecha se conservan 174 afiches y 3621 fotografías y documentos digitalizados. También se encuentran disponibles 2526 DVD para consulta.
| Año  | Cantidad de títulos | Cantidad de rollos |
| ---- | ------------------- | ------------------ |
| 2006 | 1685                | 2275               |
| 2007 | 1176                | 1569               |
| 2008 | 211                 | 773                |
| 2009 | 76                  | 816                |
| 2010 | 377                 | 228                |
| 2011 | 465                 | 1963               |
| 2012 | 229                 | 887                |
| 2013 | 136                 | 426                |
| 2014 | 165                 | 1193               |
| 2015 | 361                 | 1709               |
| 2016 | 17                  | 338                |
| 2017 | 42                  | 333                |

### Títulos repatriados
En 2009 se realizó una investigación que permitió establecer un catastro de los materiales fílmicos chilenos repartidos en el mundo, principalmente desde cinetecas en Argentina, Uruguay, Venezuela, Cuba, México, Canadá, España, Francia, Italia y Alemania. Gracias a esta investigación se detectaron 3674 materiales, algunos han sido recuperados y difundidos por la Cineteca..
| Película                | Año  |
| ----------------------- | ---- |
| Tres miradas a la calle | 1957 |
| Los testigos            | 1969 |
| Operación Alba          | 1972 |
| A la sombra del sol     | 1974 |
| Escándalo               | 1940 |

| Película           | Año  |
| ------------------ | ---- |
| Actas de Marusia   | 1976 |
| Alsino y el cóndor | 1982 |

| Película | Año  |
| -------- | ---- |
| El Ídolo | 1950 |

| Película         | Año  |
| ---------------- | ---- |
| Johnny 100 pesos | 1993 |

| Película                 | Año  |
| ------------------------ | ---- |
| Coronación               | 2000 |
| Campo minado             | 2000 |
| Taxi para tres           | 2001 |
| Un ladrón y su mujer     | 2001 |
| Imagen latente           | 1988 |
| Tres noches de un sábado | 2002 |
| Sangre eterna            | 2002 |
| Cesante                  | 2003 |
| Salvador Allende         | 2004 |
| Pulentos, la película    | 2007 |
| Papelucho y el marciano  | 2007 |
| Radio corazón            | 2007 |
| Casa de remolienda       | 2007 |
| Padre nuestro            | 2007 |
| El diario de Agustín     | 2008 |
| Teresa                   | 2009 |
| Súper                    | 2009 |
| Grado 3                  | 2009 |

## Digitalización y plataforma en línea

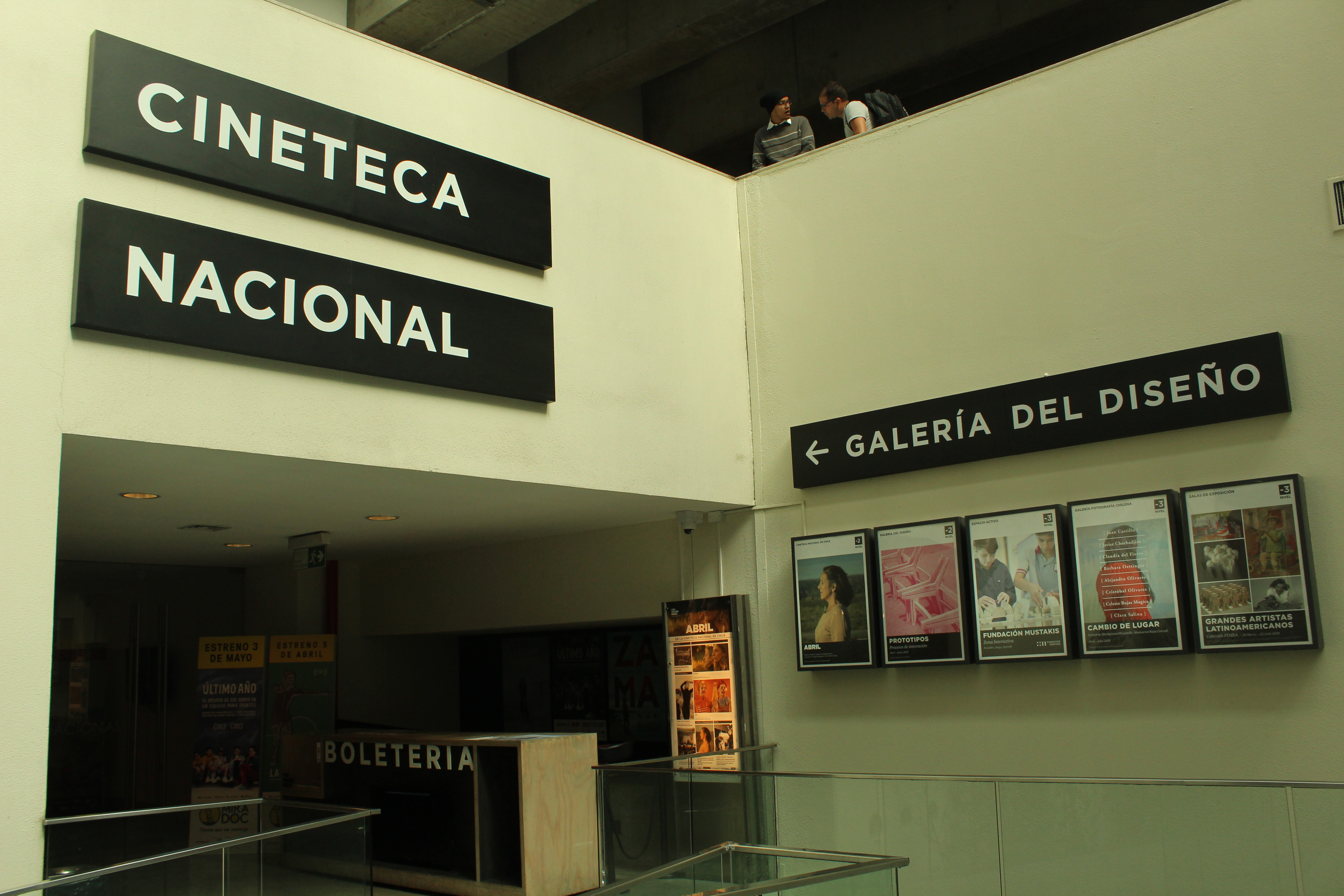
Entrada a la Cineteca

El propósito de la Cineteca Nacional Online es facilitar el acceso al patrimonio a todas las personas que cuenten con acceso a internet. Hasta mediados de 2017 se habían digitalizado alrededor de 609 obras y la labor sigue activa. El 18 de junio de 2013 se puso a disposición del público una plataforma digital de streaming completamente gratuita a través de la página web www.cinetecanacional.cl. En esta plataforma se encuentran cerca de 297 películas divididas en dos secciones: colecciones y especiales. La página cuenta con diversos filtros que permiten facilitar las búsquedas del usuario.

## Formas de difusión del patrimonio fílmico
Existen diferentes medios a través de los cuales la Cineteca Nacional de Chile difunde su material y su misión. 

### Cineteca Nacional Online
Sitio de streaming a través del cual se pueden visualizar 290 películas junto a 21 especiales y 5 colecciones. 

### Muestras, estrenos, homenajes y ciclos
La cartelera de la Cineteca Nacional de Chile está altamente enfocada en el cine chileno y latinoamericano. Del total de la programación, un 93% corresponde a estrenos de películas nacionales. De esto, un 25% son ficción y el resto documentales. Además, la cartelera contempla preestrenos, ciclos de cine en conjunto con diversas instituciones como la Muestra Iberoamericana, diferentes embajadas, institutos culturales binacionales, entre otros, festivales de cine , etcétera. Entre los homenajes se encuentra !Celebremos a Ruiz!, en donde se exhibieron 20 películas del cineasta chileno. También se conmemoraron en 2017 los 30 años de Imagen latente, una película de Pablo Perelman que durante la dictadura militar fue censurada. 

### Festival de la Cineteca Nacional
El festival es un evento realizado por la Cineteca que busca difundir sus labores y poner a disposición su material con el fin de darse a conocer entre la población. Se han realizado 7 versiones desde 2012 que han consistido principalmente en funciones en sala y al aire libre. Desde la versión número 6 en 2017 se han desarrollado actividades paralelas a las funciones de cine como talleres de apreciación, conversatorio magistral, Work in progress, entre otras actividades. 

## Publicaciones

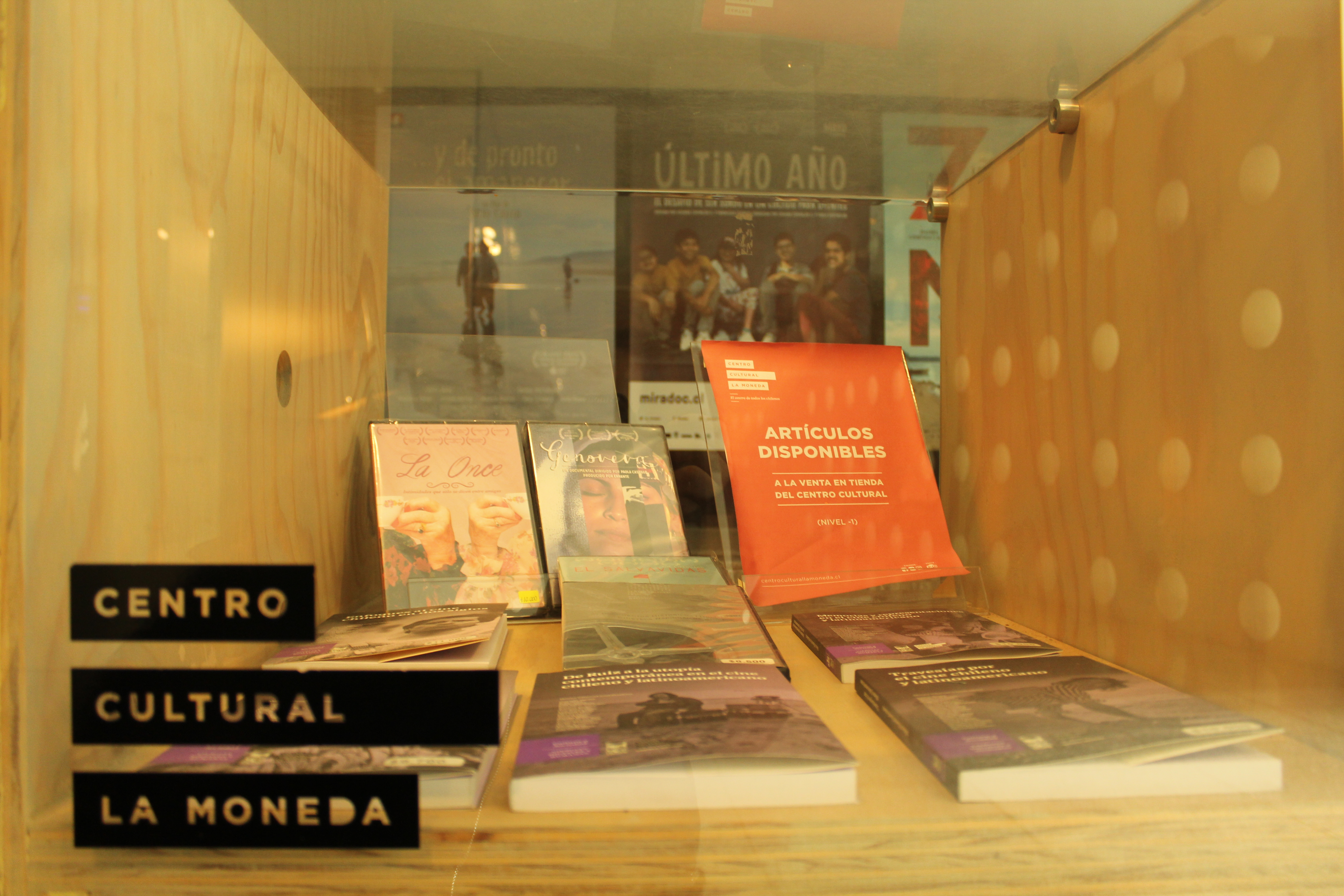
Publicaciones de la Cineteca

| Título                                                                            | Año  |
| --------------------------------------------------------------------------------- | ---- |
| De Ruiz a la utopía contemporánea en el cine chilenos y latinoamericano           | 2017 |
| Memorias y representaciones n el cine chileno y latinoamericano                   | 2016 |
| Nuevas travesías por el cine chileno y latinoamericano                            | 2015 |
| Travesías por el cine chileno y latinoamericano                                   | 2014 |
| Enfoques al cine chileno en dos siglos                                            | 2013 |
| Colección Guiones Cinematográficos Chilenos                                       | 2008 |
| Imágenes de Chile en el mundo: catastro acervo audiovisual chileno en el exterior | 2008 |

| Título                                                        | Año         |
| ------------------------------------------------------------- | ----------- |
| Nuestro cine: Patrimonio fílmico documental (1950-1970) (DVD) | 2018        |
| Nuestro cine: Colección Yankovic - Di Lauro (DVD)             | 2018        |
| Antología de cine chileno: Aldo Francia (DVD)                 | 2011        |
| Imágenes del Centenario (1903-1933), Documentos históricos II | 2011        |
| Documentos históricos I (1903-1939)                           | 2008        |
| Cuadernos de la Cineteca 1 y 2                                | 2011 y 2006 |

## Actividades

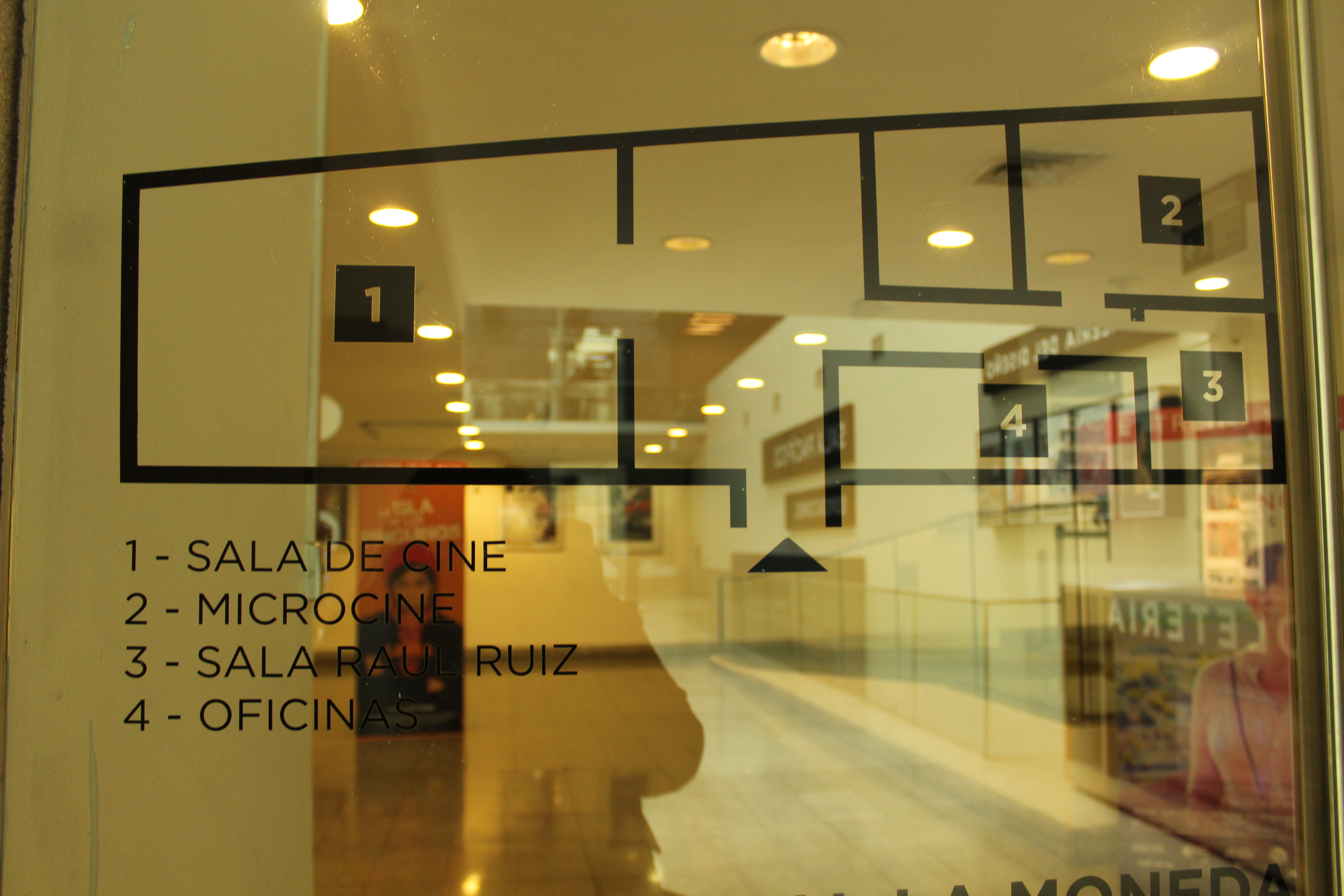
Disposición interna de la Cineteca

### Femcine
Femcine (Festival de Cine de Mujeres), es el único festival cinematográfico en Chile que se creó con el fin de difundir el cine hecho por y sobre mujeres. Es financiado por el Fondo de Fomento Audiovisual e incluye películas premiadas provenientes de Cannes, San Sebastián, Locarno y Berlín, entre otros. 

### Día del cine chileno
En un comienzo nace como una reunión de amigos que buscaban recordar a los cineastas Jorge Müller y Carmen Bueno que fueron detenidos por agentes de la DINA en 1974. Con el paso del tiempo pasó a considerarse el día del cine chileno y en la cineteca nacional se muestran las producciones fílmicas del año a nivel nacional.

### Muestra de cine Iberoamericano
La Cineteca destaca el trabajo de destacados trabajadores de la industria del cine. Cuenta también con la presencia de importantes cineastas iberoamericanos. 

### Ciclo Chile musical
Durante el mes de septiembre, la Cineteca destaca a aquellas personas que han investigado la música popular chilena, desde Violeta Parra y la Nueva Canción Chilena, hasta llegar a otros géneros que provienen de otros países pero que han sido reinventados por los artistas chilenos. 

### SANFIC
Santiago Festival Internacional de Chile. La Cineteca durante el mes de agosto realiza un ciclo de cine chileno en el marco del Sanfic.